# 欧州核融合開発協定
欧州核融合開発協定（European Fusion Development Agreement または EFDA）は欧州原子力共同体とEU構成国とスイスの核融合研究機関の間との協定である。EFDAはITERとJET(Joint European Torus) に密接に関与する。核融合エネルギーを持続可能で環境にやさしく安全な核融合エネルギーにするように取り組む。彼らは地球上でそれらが有益で核融合反応を生成することが可能であるかを調査する。JETではまだそこまで成功しなかった。

## 欧州の核融合早期実現計画　（Fast Track）
2000年の時点ではITER建設決定から35年後にDEMO炉で発電実証、実証炉PROTOを建造、50年後に実用炉を建造するというロードマップだったが、2001年末にKing's ReportでDEMO炉と実証炉PROTOを統合する事で前倒しで実用炉を建造する計画が示された。
ITERでは大きくない外挿で動力炉まで予測可能で熱出力の取り出しやトリチウム増殖を行うブランケットモジュールテストも可能で材料問題を除き、大規模発電実証炉建設に必要なデータは揃うとされる。